# غرانبي (نيويورك)
غرانبي (بالإنجليزية: Granby, New York)‏ هي بلدة أمريكية تقع في الولايات المتحدة في مقاطعة أوسويغو، نيويورك. يقدر عدد سكانها بـ 6,821 نسمة ومساحتها 120.4 كم2 وترتفع عن سطح البحر 133 متر.

## أعلام
- ثيودور إي. هانكوك